# Isabella Cosse
Isabella Cosse (nacida en Montevideo en 1966) es una historiadora y escritora uruguaya.
Tras licenciarse en Historia en la Universidad de la República, Cosse obtuvo su doctorado en Historia por la Universidad de San Andrés.
Es investigadora de CONICET y del Instituto Interdisciplinario de Estudios de Género de la Facultad de la Filosofía y Letras de la Universidad de Buenos Aires y profesora del Doctorado de FLACSO Argentina. Su campo de estudio es la historia de la familia y la infancia en conexión con los procesos políticos, culturales y sociales contemporáneos.

## Obras
- Memorias de la historia. Una aproximación al estudio de la conciencia histórica nacional (1994, con Vania Markarian)
- 1975: Año de la Orientalidad. Identidad, memoria e historia en una dictadura (1996, con Vania Markarian)
- Estigmas de nacimiento. Peronismo y orden familiar 1946-1955 (2006)
- Pareja, sexualidad y familia en los años sesenta (2010)[3]
- Mafalda: historia social y política (2014)

## Premios
- Mejor libro en la sección de Historia Reciente y Memoria de la LASA en 2012
- Mención especial en el Premio Nacional de Ensayo Histórico de la Secretaría de Cultura en 2013